# Guna Trading FC
Der Guna Trading Football Club, auch bekannt als Guna Nigd, ist ein Fußballverein aus Mek’ele in Äthiopien.

## Geschichte
Der Verein wurde unter dem Namen Guna Nigd gegründet, über das Gründungsjahr ist leider nichts bekannt. Mit der Ligareform und der Gründung der äthiopischen Premier League für die Saison 1997/98 trat der Verein erstmals in Erscheinung. In der Debütsaison erreichte die Mannschaft lediglich Platz 6 von 8, konnte sich aber trotz mäßiger Leistungen in der Liga halten. Auch in der Folgesaison konnte man nur knapp den Abstieg verhindern.
Die erfolgreichste Spielzeit erlebte der Verein in der Saison 2000/01, die man mit einem 5. Platz beenden konnte. Dank dieser guten Platzierung nahm der Klub am African Cup Winners’ Cup 2002 teil, schied aber in Runde 1 gegen den Polisi Sports Club aus Tansania aus. Außerdem verlor man das Pokalfinale 2001 gegen Mebrat Hail in der Verlängerung mit 1:2. Danach entwickelte sich der Verein mehr oder weniger zu einer Fahrstuhlmannschaft. 2001/02 stieg man jedoch als Vorletzter zusammen mit Wonji Sugar ab. In der Saison 2003/04 schaffte Guna Trading den Wiederaufstieg, zwei Jahre später ging es wieder in die zweitklassige Ethiopian Higher League. Zur Spielzeit 2007/08 war der Verein wieder in der ersten Liga vertreten, stieg jedoch aufgrund einer neuen Ligareform als 21. von 25 Mannschaften ab.
Seitdem ist über den Verein nichts mehr bekannt.

## Stadion
Seine Heimspiele trägt der Klub, wie einige andere Vereine aus Mek’ele, im Tigray-Stadion aus, welches eine Kapazität von bis zu 60.000 Plätzen hat.

## Abschneiden in CAF-Wettbewerben
- African Cup Winners’ Cup: 1 Teilnahme

2002 – Vorrunde